# Atom (album)
Atom – album studyjny producenta muzycznego Bartosza "Tabba" Zielonego i chóru Sound’n’Grace. Wydawnictwo ukazało się 2 czerwca 2015 roku nakładem wytwórni muzycznej Gorgo Music. Nagrania były promowane teledyskami do utworów "Dach" i "Możesz wszystko". 
Album dotarł do 2. miejsca polskiej listy przebojów – OLiS i uzyskał certyfikat platynowej płyty.

## Lista utworów
Opracowano na podstawie materiału źródłowego.
1. "Dach" – 3:46
2. "Możesz wszystko" – 3:48
3. "Atom" – 4:10
4. "Ballada" – 3:37
5. "Każdy dzień" – 3:38
6. "Twierdza" – 4:11
7. "Niebo" – 3:12
8. "Na pewno" – 3:32
9. "Nadzieja" – 5:37
10. "Kosmos" – 3:29
11. "Change" – 3:48
12. "Someone" – 3:48
13. "Niebo" – 3:12 (utwór dodatkowy)